# Palácio do Ministério Público
O Palácio do Ministério Público do Estado do Rio Grande do Sul, ou simplesmente Palácio do Ministério Público, também conhecido por Forte Apache, é um prédio histórico de Porto Alegre, a capital do Rio Grande do Sul. Localizado na Praça da Matriz, faz parte de um complexo de edificações de grande significado arquitetônico e histórico. Devido aos seus múltiplos usos e desenho ao longo do tempo, este prédio recebeu muitos nomes, como prédio da Assembléia Provincial, Palácio Provisório, prédio das Repartições Públicas e Edifício das Obras Públicas.

## História
O local inicialmente foi ocupado por um edifício planejado para receber a Assembléia Provincial. As obras tiveram início em 1857, a mando do comendador Patrício Correia da Câmara, primeiro Visconde de Pelotas e vice-presidente da Província de São Pedro do Rio Grande do Sul, em exercício da presidência. O projeto, do engenheiro Francisco Nunes de Miranda, incluía um subsolo, dois pavimentos e dois torreões, e foi posteriormente modificado pelo engenheiro Antônio Mascarenhas Telles de Freitas. As obras estiveram a cargo do engenheiro Domingos Francisco dos Santos. O projeto incluía soluções estruturais modernas para a época, como a laje de cobertura com sistema de perfis em aço duplo "T" combinado com tijolos por compressão, formando pequenos arcos.
Entretanto, concluído em 1871, a assembléia não chegou a se instalar ali, sendo o prédio ocupado pela diretoria geral de Negócios da Fazenda Provincial, o Comando das Armas da Província de São Pedro, a Repartição dos Telégrafos e a diretoria de Obras Públicas. No dia 1 de julho de 1892, Affonso Hebert, diretor das Obras Públicas, Terras e Colonização, instalou no torreão norte o primeiro Observatório Meteorológico do estado.  A ala sul foi construída em 1894, para acomodar a expansão dos órgãos governamentais que abrigava.
Em fevereiro de 1896, a diretoria de Obras Públicas mudou-se e o edifício foi remodelado outra vez, recebendo, no primeiro pavimento, a Secretaria do Interior, e no pavimento superior, a residência oficial da Presidência do Estado, então ocupada por Júlio de Castilhos. Como neste mesmo ano o antigo Palácio do Governo fora demolido e lançara-se a pedra fundamental do futuro Palácio Piratini, que seria a sede do governo estadual até hoje, o antigo Palácio da Assembléia passou a ser conhecido como Palácio Provisório. No ano de 1899 o palácio foi novamente ampliado, recebendo um piso adicional, fechando-se o vão entre as duas torres das quinas fronteiriças (que lhe valeram o apelido de Forte Apache), e instalando-se uma nova torre, agora única, sobre o canto norte, sobranceiro à esquina, sendo esta a configuração que perdura até hoje.

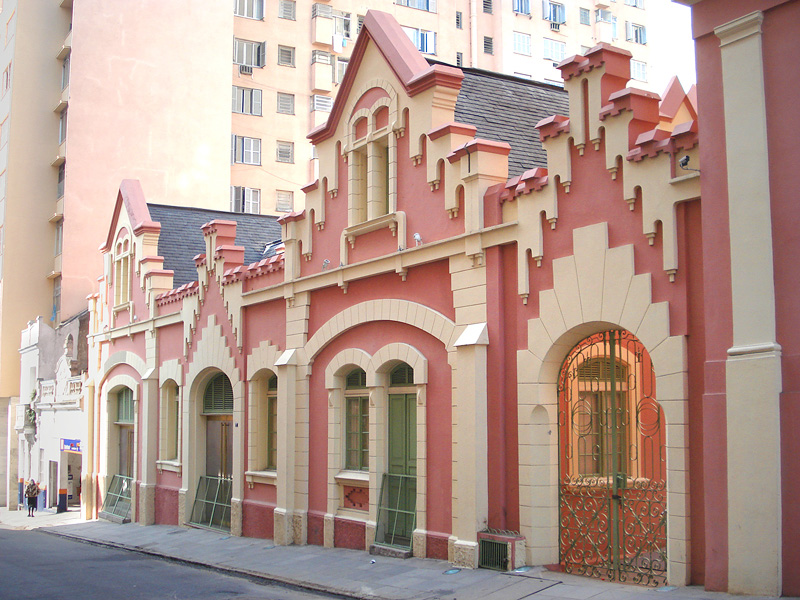
Antigas cavalariças

Em 1921 a sede do governo mudou-se definitivamente para o Palácio Piratini, deixando o prédio para uso da Diretoria de Higiene e Saúde da Secretaria de Saúde, que permaneceu ali até 1963. Nesta época sua demolição chegou a ser decidida, mas foi entregue para o Poder Judiciário, que instalou nele diversos órgãos. Tombado como patrimônio histórico estadual pelo IPHAE em 1982, foi devolvido ao Poder Executivo do Estado, que transferiu o direito de uso para o Ministério Público. O Ministério assumiu o encargo de restaurá-lo, o que aconteceu entre 2000 e 2002. Quando de sua reinauguração, foi rebatizado para Palácio do Ministério Público.

## O Memorial do Ministério Público
Nas obras de restauração o prédio foi adaptado para receber as instalações do Memorial do Ministério Público e o gabinete do Procurador Geral de Justiça.
O memorial promove seminários tematizando a trajetória e as perspectivas do Ministério Público no Rio Grande do Sul e no Brasil, e também desenvolve projetos junto à comunidade, reforçando e esclarecendo os mecanismos disponíveis para o exercício da cidadania.
Parte da história da instituição é preservada no Banco de História Oral, que iniciou suas atividades em 30 de agosto de 2000, e conta atualmente (2007) com cerca de 100 depoimentos. A rede de depoentes inclui membros da instituição, gaúchos e de outros estados, magistrados, servidores, esposas de procuradores e promotores, políticos, etc. Alguns depoimentos já se encontram publicados, na íntegra, nos volumes 1, 2 e 3 da série Histórias de Vida do Ministério Público. Outra parte da sua história está preservada como um acervo documental, fotográfico, museográfico e multimídia.